# Puno (provincie)
Puno is een provincie in de regio Puno in Peru. De provincie heeft een oppervlakte van  6.493 km² en telt 248.377 inwoners (2015). De hoofdplaats van de provincie is het district Puno; dit district vormt eveneens de stad  (ciudad) Puno.

## Bestuurlijke indeling
De provincie Puno is verdeeld in vijftien districten, UBIGEO tussen haakjes:
- (210102) Acora
- (210103) Amantaní
- (210104) Atuncolla
- (210105) Capachica
- (210106) Chucuito
- (210107) Coata
- (210108) Huata
- (210109) Mañazo
- (210110) Paucarcolla
- (210111) Pichacani
- (210112) Platería
- (210101) Puno, hoofdplaats van de provincie en vormt de stad (ciudad) Puno
- (210113) San Antonio
- (210114) Tiquillaca
- (210115) Vilque

Azángaro · Carabaya · Chucuito · El Collao · Huancane · Lampa · Melgar · Moho · Puno · San Antonio de Putina · Sandia · San Román · Yunguyo